# 凱斯特海伊區

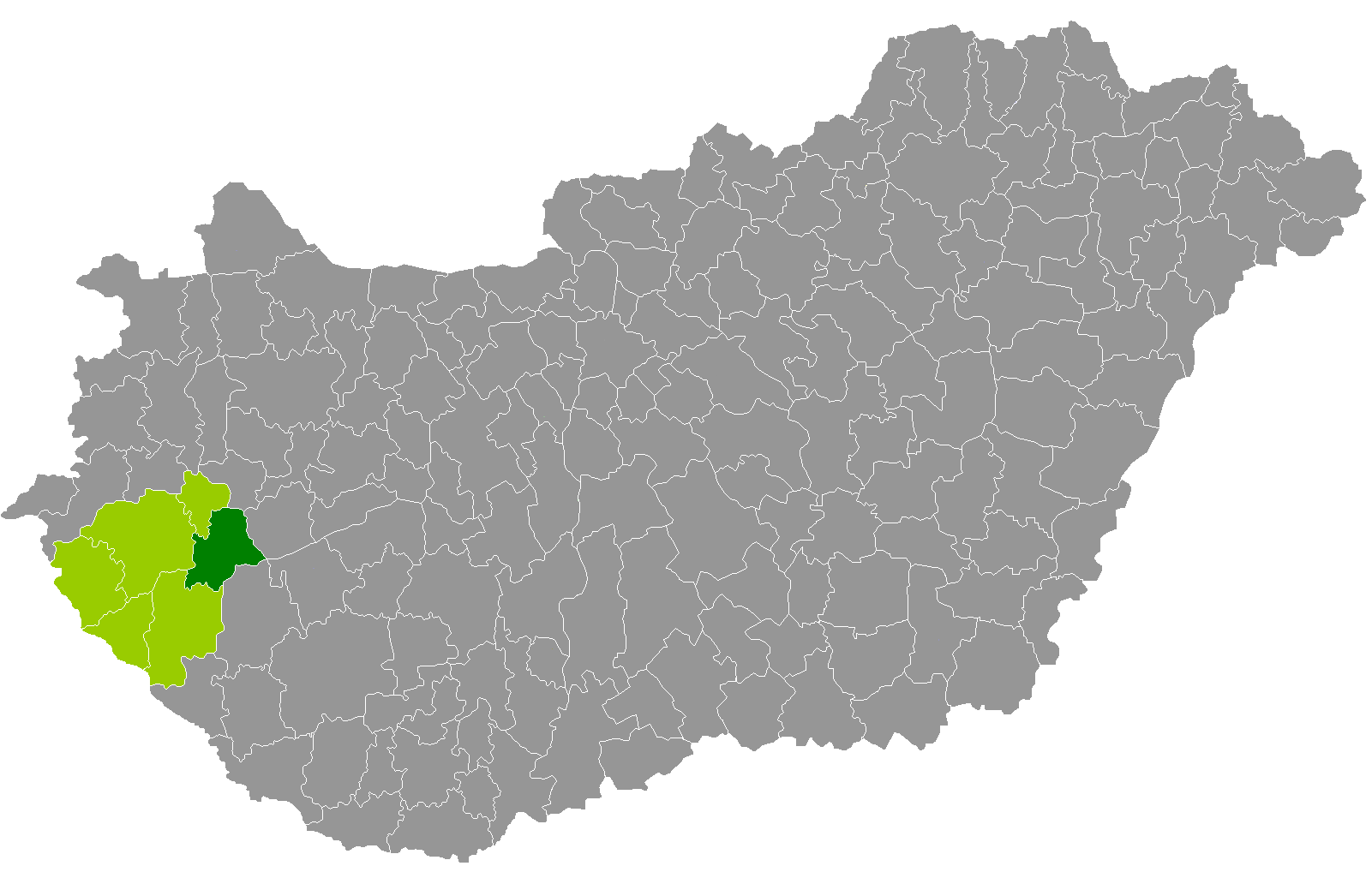

凱斯特海伊區（匈牙利語：Keszthelyi járás），是匈牙利佐洛州的一個區，位於該國西部，区府設於凱斯特海伊，面積536平方公里，2011年人口49,421，人口密度每平方公里92人。

## 市镇
凱斯特海伊區包含两个城镇、两个大村和26个村庄。